# David Shaffer (psychiater)
David Shaffer (Johannesburg, 20 april 1936 – Mastic Beach (New York), 15 oktober 2023)  was een Zuid-Afrikaans-Britse-Amerikaanse psychiater het hoofd van de afdeling van de Kinderpsychiatrie van het Columbia-Presbyterian College of Physicians and Surgeons en kinderpsychiater aan het New York State Psychiatric Institute van het New York Hospital-Cornell Medical Center in New York.
Shaffer heeft onderzoek gedaan naar zelfmoord bij kinderen en jongeren. Tevens deed hij onderzoek naar schizofrenie en depressie. Hij is ook de auteur/bedenker van TeenScreen.
Shaffer overleed op 87-jarige leeftijd.